# Nauli

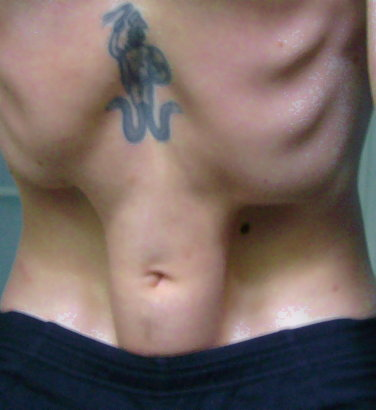
Nauli

Nauli is een van de zes shatkarma's uit de kriya's in hatha yoga. Nauli heeft tot doel spijsverteringsorganen (de dunne darm) te reinigen. Van kriya's wordt beweerd, dat ze het lichaam reinigen door het prikkelen van de afscheidingsmechanismen van het lichaam.
Nauli wordt beschouwd als een moeilijke oefening die alleen geleerd kan worden met doorzettingsvermogen en geduld, want ze is gebaseerd op een massage van de interne buikorganen door een ronddraaiende beweging van de buikspieren. Het wordt door yogi's aangeraden bij spijsverteringsproblemen. Nauli gebeurt meestal staand, maar het kan ook in andere houdingen gedaan worden zoals in de kleermakerszit, waarbij de romp naar voren is gebogen en ondersteund wordt door de handen in de zij. Na een complete uitademing wordt de gehele buik sterk naar binnen getrokken en vervolgens wordt de middelste buikspier aangespannen en in een cirkel bewogen.
Er zijn vier variaties die opklimmend na elkaar worden geleerd:
1. madhyana nauli: de afgezonderde samenspanning van de middelste buikspieren;
2. vama nauli: de afgezonderde samenspanning van het linker deel van de middelste buikspieren;
3. daksina nauli: de afgezonderde samenspanning van het rechter deel van de middelste buikspieren;
4. nauli kriya: de ronddraaiende beweging van de middelste buikspieren.

Kriya's zijn in het algemeen omstreden en sommige kunnen gevaarlijk zijn. Zowel in India als in het Westen zijn er yogascholen die deze reinigingstechnieken al of niet toepassen en verschillen de meningen of de kriya's in het licht van de tegenwoordig hoog technische geneeskunde nog van waarde zijn.